# Nina (film 1976)
Nina (A Matter of Time) è un film del 1976 diretto da Vincente Minnelli. 
Si tratta dell'ultimo film diretto dal regista italoamericano, liberamente ispirato agli ultimi anni di vita della marchesa Luisa Casati, amata di Gabriele D'Annunzio.
Si tratta, inoltre, dell'ultima interpretazione di Amedeo Nazzari (nel successivo Melodrammore fece se stesso).

## Trama
Nina, famosa celebrità dello schermo, alla conferenza stampa di un film in uscita di cui è protagonista, si guarda in uno specchio ornato, facendo scattare un flash back di quando giunse a Roma diciannovenne e quando lavorava come cameriera in un albergo fatiscente.
Nell'hotel si trova la contessa Sanziani, ormai anziana e caduta in disgrazia, e che in gioventù fece innamorare di sé principi e magnati, che prende sotto la sua protezione una sgraziata cameriera romana, Nina. Tra le due nasce un rapporto molto forte; sotto i suoi consigli Nina diventa una donna affascinante e dotata di stile, mentre quest'ultima fa di tutto perché la contessa, ormai indietro con i pagamenti, non venga cacciata dall'albergo.
La ragazza conosce Mario, un sceneggiatore, che l'aiuta a farsi notare dal regista del film al quale lui sta lavorando. Durante il provino, dopo alcune difficoltà iniziali, Mario le consiglia di parlare della contessa e dell'intensità del rapporto tra le due, convincendo così il regista del suo talento. Ma proprio nel momento in cui lei trionfa, la vecchia nobildonna in preda a uno dei suoi ricordi, si reca in un altro albergo, alla ricerca di uno dei suoi amanti passati. Convinta di aver visto le valigie di lui, corre in strada, venendo investita da un'auto. Nina, venuta a sapere dell'accaduto, corre al capezzale dalla donna, che però era spirata pochi istanti prima. Nina, che conserva lo specchio ornato della contessa, in seguito diventerà una stella del cinema.
Tornati al tempo presente, Nina è una celebrità, e mentre scende da una limousine per recarsi a una conferenza stampa, una ragazza le dice che da grande vorrà essere come lei.

## Produzione
Diversi attori italiani ebbero grossi problemi col regista, tanto da abbandonare il progetto annullando il contratto; tra di loro: Venantino Venantini, Ettore Manni e Renzo Palmer.
(Renzo Palmer)

### Riprese
Le riprese furono effettuate in Italia. La villa di Nina (Liza Minnelli) è all'interno del complesso di Villa Sciarra a Roma; l'hotel Imperiale (set principale) è Palazzo Costaguti; sempre nella capitale furono girate delle scene anche in Piazza dei Cavalieri di Malta. Vennero girate scene anche a Venezia, all'esterno di Ca' Rezzonico e all'interno dell'Hotel des Bains, e presso la chiesa della Madonna di Ceri a Ceri (Cerveteri).

## Accoglienza

### Critica
forma. [...]»
(Mirella Acconciamessa)
(C. B. su Avanti!)
(Sandro Casazza)
(Achille Valdata)